# Splachnobryum aquaticum
Splachnobryum aquaticum är en bladmossart som beskrevs av C. Müller 1876. Splachnobryum aquaticum ingår i släktet Splachnobryum och familjen Splachnobryaceae. Inga underarter finns listade i Catalogue of Life.